# Amnicola stygius
Amnicola stygius är en snäckart som beskrevs av Leslie Raymond Hubricht 1971. Amnicola stygius ingår i släktet Amnicola och familjen tusensnäckor. IUCN kategoriserar arten globalt som sårbar. Inga underarter finns listade i Catalogue of Life.